# Tituly a vyznamenání Otto von Bismarcka

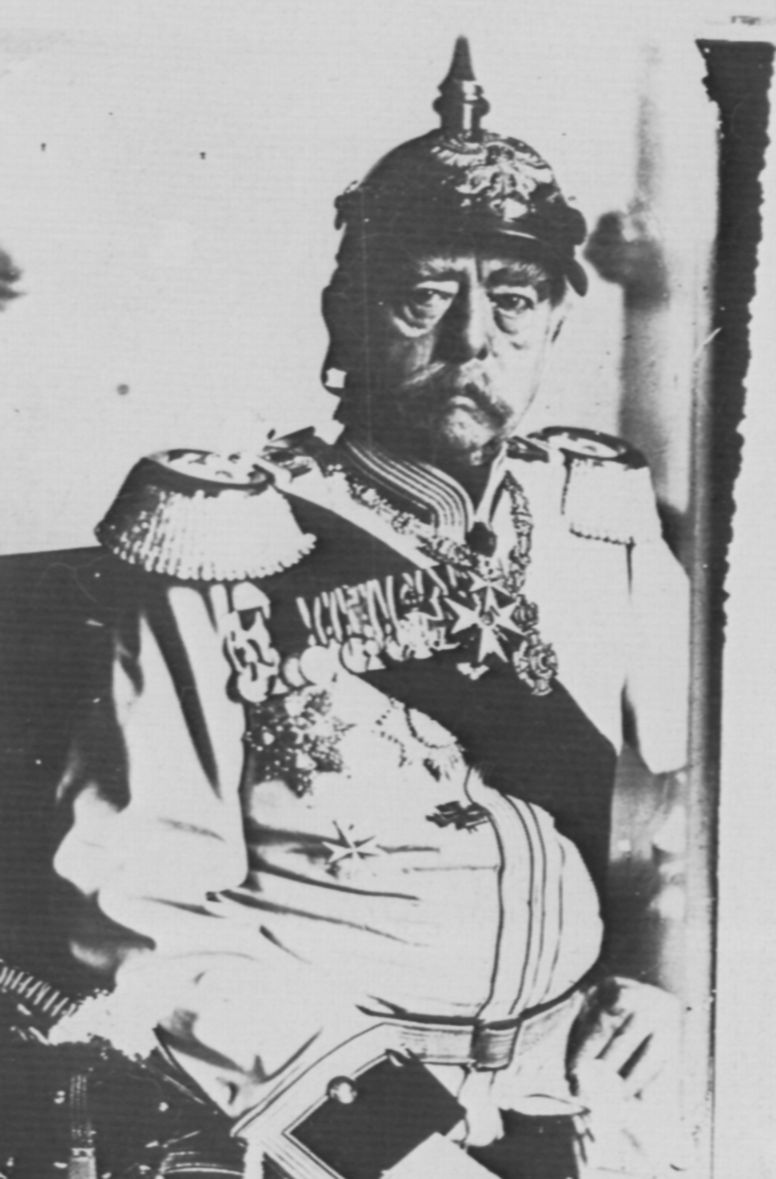
Otto von Bismarck v uniformě zdobené řadou vyznamenání

Otto von Bismarck, celým jménem Otto Eduard Leopold von Bismarck-Schönhausen, první německý kancléř, obdržel během svého života řadu německých i zahraničních titulů a vyznamenání.

## Tituly
- 1815–1865: Junker Otto von Bismarck
- 1865–1871: Jeho osvícená Výsost hrabě z Bismarck-Schönhausenu
- 1871–1890: Jeho nejjasnější Výsost kníže z Bismarcku, hrabě Bismarck-Schönhausenu
- 1890–1898: Jeho nejjasnější Výsost kníže z Bismarcku, hrabě z Bismarck-Schönhausenu, vévoda lauenburský

V roce 1865 se Otto von Bismarck stal hrabětem z Bismarck-Schönhausenu (Graf von Bismarck-Schönhausen), který se nadále v jeho rodině dědí v mužské linii potomků. V roce 1871 byl povýšen na knížete z Bismarcku (Fürst von Bismarck) s oslovením Jasnost (Durchlaucht). Tento titul přechází pouze na nejstaršího mužského potomka.

### Vévoda lauenburský
V roce 1890 se Bismarck stal vévodou lauenburským (Herzog von Lauenburg). Toto vévodství bylo jedním z území, kterého se Prusko zmocnilo v roce 1864 na úkor dánského krále.
Bismarck se pokusil přesvědčit císaře Viléma I., aby mu přenechal za jeho služby císařské dynastii a Německé říši lauenburské vévodství. Tento návrh byl císařem odmítnut, neboť se domníval, že byl kancléř již dříve za své služby náležitě odměněn. Po nástupu Viléma II. na trůn ztrácel Bismarck svou politickou moc a roku 1890 byl nucen rezignovat. Následně získal výhradně čestný titul vévody lauenburského, bez územního zisku a správní moci nad vévodstvím. Bismarck tento císařův čin považoval za výsměch jeho vlastní ctižádosti. Tento vévodský titul byl nedědičný a po Bismarckově smrti v roce 1898 zanikl.

## Vyznamenání

### Německá vyznamenání

#### Pruská vyznamenání
- rytíř Řádu černé orlice s řetězem a diamanty[3]
- velkokříž Řádu červené orlice s dubovými listy, korunou, žezlem a meči
- rytíř I. třídy Řádu koruny s diamanty
- velkokomtur Královského hohenzollernského domácího řádu s diamanty
- Pour le Mérite s dubovými listy, vojenská divize – 1884[4]
- Pour le Mérite s dubovými listy, civilní divize – 1886[5]
- Železný kříž II. třídy – 1870
- Železný kříž I. třídy – 1870
- Železný kříž s dubovými listy a jubilejní sponou – 1895
- rytíř s řetězem Řádu Vilémova
- Medaile Za záchranu života I. třídy

#### Ostatní německá vyznamenání

Erb Otto von Bismarcka jakožto rytíře Nejvyššího řádu Kristova

- Anhaltské vévodství
  -  velkokříž Domácího řádu Albrechta Medvěda – 20. prosince 1862[6]
- Bádenské velkovévodství
  -  rytíř Domácího řádu věrnosti se zlatým řetězem a diamanty – 1871[7]
- Bavorské království
  -  rytíř Řádu svatého Huberta s hvězdou a diamanty – 1866[8]
- Brunšvické vévodství
  -  velkokříž Řádu Jindřicha Lva – 1867[9]
- Ernestinská vévodství
  -  velkokříž Vévodského sasko-ernestinského domácího řádu – 1866[10]
- Hannoverské království
  -  velkokříž Řádu Guelfů – 1857[11]
- Hesensko-Kasselsko
  -  rytíř Řádu zlatého lva – 1. července 1865[12]
- Hesenské velkovévodství
  -  velkokříž Řádu za zásluhy Filipa Velkolepého – 7. ledna 1855[13][14]
  -  velkokříž Řádu Ludvíkova – 9. března 1871[13][14]
- Meklenbursko
  -  velkokříž se zlatou korunou Domácího řádu vendické koruny
- Oldenburské velkovévodství
  -  velkokříž Domácího a záslužného řádu vévody Petra Fridricha Ludvíka – 24. října 1866[15]
  -  velkokříž s meči Domácího a záslužného řádu vévody Petra Fridricha Ludvíka – 31. prosince 1870[15]
- Saské království
  -  rytíř Řádu routové koruny s diamanty – 1868[16]
- Sasko-Výmarsko-Eisenašsko
  -  velkokříž Řádu bílého sokola s diamanty – 3. září 1866[17]
- Württemberské království
  -  velkokříž Řádu württemberské koruny s diamanty – 1871[18]

### Zahraniční vyznamenání

Erb Otto von Bismarcka jakožto rytíře Řádu zlatého rouna

- Belgie
  -  velkostuha Řádu Leopoldova – 1863[19]
- Dánsko
  -  velkokříž Řádu Dannebrog – 11. června 1852[20]
- Francie
  -  velkokříž Řádu čestné legie – květen 1865[21]
- Italské království
  -  rytíř Řádu zvěstování – 13. ledna 1867[22]
- Japonsko
  -  velkostuha Řádu chryzantémy – 17. června 1882[23]
- Lucembursko
  -  velkokříž Řádu dubové koruny
- Nizozemsko
  -  velkokříž Řádu nizozemského lva
- Osmanská říše
  -  Řád Osmanie I. třídy s diamanty
  -  zlatá Medaile Imtiyaz s diamanty
- Persie
  -  Řád lva a slunce I. třídy
- Portugalsko
  -  velkokříž Řádu věže a meče[24]
- Rakouské císařství
  -  rytíř I. třídy Řádu železné koruny – 1853[25]
  -  velkokříž s diamanty Královského uherského řádu svatého Štěpána – 1864[25]
- Rumunsko
  -  velkokříž Řádu rumunské hvězdy
- Ruské impérium
  -  rytíř Řádu svatého Ondřeje s diamanty – 5. června 1867
  -  rytíř Řádu svatého Alexandra Něvského – 13. března 1862
  -  rytíř I. třídy Řádu svaté Anny
  -  rytíř I. třídy Řádu svatého Stanislava
  -  rytíř Řádu bílého orla
- Řecko
  -  velkokříž Řádu Spasitele
- San Marino
  -  velkokříž Rytířského řádu San Marina
- Srbské království
  -  velkokříž Řádu bílého orla
- Rattanakosinské království
  -  velkokříž Řádu bílého slona
- Španělsko
  -  rytíř Řádu zlatého rouna – 6. března 1875[26]
- Švédsko-norská unie
  -  rytíř Řádu Serafínů – 31. května 1875[27]
- Vatikán
  -  rytíř Nejvyššího řádu Kristova – 31. prosince 1885[28]
- Zanzibarský sultanát
  -  rytíř I. třídy Řádu zářící hvězdy